# Peter Nicholas (Unternehmer)
Peter Michael Nicholas (* 16. Mai 1941 in Portsmouth, New Hampshire; † 14. Mai 2022 Boca Grande, Florida) war ein US-amerikanischer Unternehmer.

## Leben
Nicholas machte an der Duke University seinen B.A./B.Sc. und an der University of Pennsylvania’s Wharton School seinen M.Sc.  Nicholas gründete gemeinsam mit dem Wissenschaftler John Abele das US-amerikanische Biotech-Unternehmen Boston Scientific in 1979. 1999 wurde er in die American Academy of Arts and Sciences aufgenommen. Beide Gründer zogen sich später aus dem Tagesgeschäft zurück, Nicholas fungierte als Vorsitzender und Abele als Direktor.
Nach Angaben des US-amerikanischen Forbes Magazine gehörte Nicholas zu den reichsten US-Amerikanern und war in The World’s Billionaires gelistet. Er war mit Virginia Lilly verheiratet.